# Saint-André-de-Double
Saint-André-de-Double település Franciaországban, Dordogne megyében. Lakosainak száma 168 fő (2022. január 1.). Saint-André-de-Double Siorac-de-Ribérac, Saint-Étienne-de-Puycorbier, Échourgnac, Saint-Vincent-de-Connezac, Beauronne, Saint-Michel-de-Double, La Jemaye-Ponteyraud és La Jemaye községekkel határos.

## Népesség
A település népessége az elmúlt években az alábbi módon változott:
| Lakosok száma | 218  | 178  | 176  | 154  | 163  | 168  | 173  | 179  | 181  | 168  |
|               | 1968 | 1982 | 1990 | 2006 | 2013 | 2015 | 2017 | 2019 | 2020 | 2022 |